# Mirela Videk
Mirela Videk Hranjec (Zabok, 12. siječnja 1988.) je hrvatska kazališna, televizijska i filmska glumica.

## Filmografija

### Televizijske uloge
- "Čista ljubav" kao mlada Vera Kumrić (2018.)
- "Stipe u gostima" kao djevojka/sekretarica (2012.)
- "Ah, taj Ivo!" kao Bojana (2012.)
- "Luda kuća" kao Sonja (2010.)
- "Bračne vode" kao Kristina 'Tina' Bandić #2 (2009.)

### Filmske uloge
- "Špica" (2012.)
- "Kotlovina" kao Dolores (2011.)

### Sinkronizacija
- "Čovpas" kao Sanja Šeširdžija (2025.)
- "Mačak u čizmama: Posljednja želja" kao Zlatokosa (2022.)
- "Divlji Spirit" kao Abigail Stone (2021.)
- "Playmobil Film" kao Marla Brenner (2020.)
- "Film Angry Birds 2" kao Živa (2019.)
- "Ringe Ringe Raja" kao Chi (2018.)
- "Balerina i Viktor" kao Felicija Miliner (2016.)
- "Medo sa sjevera" kao Olimpija (2016.)
- "Miffy film" kao Miffyina majka (2015.)
- "Bijeg s planeta Zemlje" kao Kira Supernova (2014.)
- "Štrumpfovi 2" kao Vexy (2013.)
- "Zvončica i tajna krila" kao Zimčica (2012.)
- "Čudovišna priča u Parizu" kao Maud (2011.)
- "Vrlo zapetljana priča" kao Zlatokosa (2010.)

## Vanjske poveznice
- Mirela Videk u internetskoj bazi filmova IMDb-u (engl.)
- Stranica na Mala-scena.hr  Arhivirana inačica izvorne stranice od 18. travnja 2012. (Wayback Machine)